# 975
| Calendário gregoriano                                                        | 975 CMLXXV                                           |
| Ab urbe condita                                                              | 1728                                                 |
| Calendário arménio                                                           | 424 – 425                                            |
| Calendário bahá'í                                                            | -869 – -868                                          |
| Calendário budista                                                           | 1519                                                 |
| Calendário chinês                                                            | 3671 – 3672 Início a 15 de janeiro (aproximadamente) |
| Calendário copta                                                             | 691 – 692                                            |
| Calendário etíope                                                            | 967 – 968                                            |
| Calendários hindus - Vikram Samvat - Calendário nacional indiano - Cáli Iuga | 1030 – 1031 896 – 897 4075 – 4076                    |
| Calendário Holoceno                                                          | 10975                                                |
| Calendário islâmico                                                          | 364 – 365                                            |
| Calendário judaico                                                           | 4735 – 4736                                          |
| Calendário persa                                                             | 353 – 354                                            |
| Calendário rúnico                                                            | 1225                                                 |
| Calendário solar tailandês                                                   | 1518                                                 |

975 (CMLXXV na numeração romana foi um ano comum do século X do Calendário Juliano, da Era de Cristo, teve início a uma sexta-feira e terminou também a uma sexta-feira, a sua letra dominical foi C (52 semanas).
No território que viria a ser o reino de Portugal estava em vigor a Era de César que já contava 1013 anos.
| Ano completo                       |
| ---------------------------------- |
| Ano comum com início à sexta-feira |

## Nascimentos
- Ermengol I de Urgell, conde de Urgel. Faleceu em 1010.
- D. Gosendo Arnaldes de Baião, Cavaleiro medieval português

## Mortes
- 8 de Julho - Rei Edgar de Inglaterra (n. cerca de 942)
- Adalberto da Itália, foi o sexto marquês de Ivrea e rei da Itália (n. 931)